# Wiggins (Mississippi)
Wiggins is een plaats (city) in de Amerikaanse staat Mississippi, en valt bestuurlijk gezien onder Stone County.

## Demografie
Bij de volkstelling in 2000 werd het aantal inwoners vastgesteld op 3849.
In 2006 is het aantal inwoners door het United States Census Bureau geschat op 4661, een stijging van 812 (21.1%).

## Geografie
Volgens het United States Census Bureau beslaat de plaats een oppervlakte van
29,2 km², waarvan 27,9 km² land en 1,3 km² water. Wiggins ligt op ongeveer 80 m boven zeeniveau.

## Plaatsen in de nabije omgeving
De onderstaande figuur toont nabijgelegen plaatsen in een straal van 40 km rond Wiggins.